# 西田幸治
西田 幸治（にしだ こうじ、1974年〈昭和49年〉5月28日 - ）は、日本のお笑いタレント。お笑いコンビ・笑い飯のメンバー。相方は哲夫。立ち位置は向かって左。奈良県奈良市出身。

## 略歴
奈良女子大学文学部付属中学校・高等学校（現・奈良女子大学附属中等教育学校）卒業。
学生時代はいわゆる文化系で「イケてないグループ」に属しており、中学校の文化祭では、家のビデオで録画した『バック・トゥ・ザ・フューチャー』を流す教室の監視員をやっていたことがある。
高校卒業後、フリーターを経て1995年にNSC大阪校15期に入校するも、一身上の都合により自主退学する。高校卒業直後にもNSCを受験し不合格となっている。その理由について本人は、「当時は髭に長髪。黒ずくめの格好に黒のゴミ袋をカバン代わりに持っており、面接の際も控室でビーフジャーキーを食べるなど、明らかに『怪しい奴』だったから」と話している。
NSC中退後はインディーズ芸人として「たちくらみ」というコンビを組むもすぐに解散。同時期にコンビを解散し、同い年で芸歴もほぼ同じである哲夫と2000年に笑い飯を結成。
大喜利を得意としており、『ダイナマイト関西』では2006年に優勝、2008年に準優勝。2020年12月5日放送の第24回『IPPONグランプリ』では10年ぶりに参戦して初優勝。関西テレビ『千原ジュニアの座王』では初回放送から出演しており、2023年11月24日深夜放送回では優勝63回、通算300勝を達成し、他の出演者は敬意を表して“座王の鬼”と呼んでいる。
2013年4月25日に結婚を発表し、2019年6月1日に第1子誕生を報告。

## 人物
血液型A型。身長170cm、体重63kg。
ルックスがドラマーのBOBO（堀川裕之）に似ており、2012年12月に放送された『FNS歌謡祭』に雅-miyavi-のサポートでBOBOが出演した際に話題となった。これを受けて、雅-miyavi-の楽曲『Ahead Of The Light』のミュージックビデオでは、西田とBOBOが途中で入れ替わるヴァージョンが制作され、共演が実現した。
また、BRAHMANのドラマーであるRONZIとも顔が似ているとされ、2022年4月21日にRONZIのソロ活動名義「好き好きロンちゃん」との対バンが実現し初共演した。

## 出演

### テレビバラエティ
レギュラー番組
- アメトーーク!（テレビ朝日） - 「運動神経悪い芸人」「中学イケてない芸人」に出演[8]
- 千原ジュニアの座王（関西テレビ） - 不定期出演※プレイヤーまた審査委員長として出演。
- やすとものいたって真剣です（2020年4月2日 - 、ABCテレビ）- 真剣ファミリーとして準レギュラー
- 山里亮太のまさかのバーサーカー（2020年4月5日 - 9月20日、ABCテレビ） - パネラー
- 笑い飯西田のてくてく大喜利（2024年10月8日 - 、奈良テレビ）[9]

特別番組
- IPPONグランプリ（フジテレビ）- 不定期出演
- エスケープアンサー 〜地図から消えた集落 西田村伝説〜（2023年12月30日、東海テレビ）[10]

### テレビドラマ
- 幼獣マメシバ（2009年、UHF） - 笹波幸四郎 役
- もやしもん 実写版（2010年、フジテレビ） - 美里薫 役
- カムカムエヴリバディ 第87回（2022年3月4日、NHK） - 「ノストラダムスの大予言」司会者役[11]

### 映画
- 幼獣マメシバ（2009年）
- ハイザイ〜神様の言うとおり〜（2012年）

### PV
- ガガガSP「夢のような日々」